# Instrukcja pusta
Instrukcja pusta – instrukcja w kodzie źródłowym, która nie powoduje wykonania jakiejkolwiek czynności.

## Zastosowanie instrukcji pustej
Instrukcję pustą, stosuje się w takich miejscach w kodzie źródłowym, w których składnia danego języka programowania wymaga podania instrukcji lub wyrażenia, podczas gdy implementowany algorytm nie wymaga wykonania jakiejkolwiek czynności. Ma to więc na celu ułatwienie opracowywania programu.

## Sposób zapisu instrukcji pustej
Instrukcja pusta w większości języków programowania wysokiego poziomu nie wymaga zastosowania specjalnego zapisu (np. słowa kluczowego), często jest to po prostu brak jakiegokolwiek zapisu lub użycie jedynie terminatora bądź separatora instrukcji. W językach asemblerowych zwykle występuje określony mnemonik, odpowiadający kodowi rozkazu języka maszynowego, oznaczającego polecenie: nie rób nic. Np. w asemblerach procesorów serii 8086 i zgodnych, jest to mnemonik NOP (no operation), który nie wykonuje żadnej operacji, lecz zabiera czas procesora (opóźnia go).

## Przykłady
Przykłady zapisu instrukcji pustej w językach wysokiego poziomu:

### Pascal
Pomiędzy słowami then i else występuje jedynie separator, brak zapisu jakiejkolwiek instrukcji oznacza wystąpienie instrukcji pustej.
```
if
 
warunek
 
then

else
 
instrukcja
;

```

### Język C
W języku C średnik jest terminatorem instrukcji, zapis instrukcji pustej wymaga użycia średnika.
```
if
(
warunek
);

else
 
instrukcja
;

```

### Python
W Pythonie instrukcję pustą reprezentuje specjalne słowo kluczowe, pass.
```
if
 
warunek
:

    
pass

else
:

    
pass

```

### AWK
W języku tym instrukcję pustą tworzy wiersz, w którym umieszczono jedynie znak średnika ";".